# Kepler-16 b
Kepler-16 b — экзопланета у двойной звезды Kepler-16 AB в созвездии Лебедя.
Орбитальный период обращения вокруг пары материнских звёзд составляет 229 дней. Первая материнская звезда представляет собой оранжевый карлик спектрального класса K и имеет массу 0,7 массы Солнца, а вторая материнская звезда является красным карликом спектрального класса M с массой в 5 раз меньше солнечной. Планета размером с Сатурн, состоит наполовину из газа и наполовину из камня и является подтверждённой планетой с кратной орбитой.
Планета была обнаружена в 2011 году с помощью транзитного метода телескопом «Кеплер». Учёные смогли обнаружить планету из-за затемнения одной звезды в тот момент, когда вторая не затмевала её.
Я считаю, что эта планета лучшим образом измерена из планет вне Солнечной системы.
Кеплер-16 b необычна в том, что её орбита меньше радиуса, который считался внутренней границей для формирования планет в системе двойной звезды. Согласно заявлению планетарного эксперта из Массачусетского технологического университета (MIT) Сары Сигер, ранее считалось необходимым, для того чтобы планета обладала стабильной орбитой в такой системе, она должна была быть удалена от звёзд на расстояние как минимум в семь раз дальше, чем расстояние на которое они удалены друг от друга. Орбита Kepler-16 b находится лишь на половине этого расстояния.
Прохождение планеты одной из звёзд будет ненаблюдаемо с Земли с 2014 года, а второй, более яркой звезды, — с 2018 года. После этого планета будет необнаружима транзитным методом до 2042 года.
Анализ данных наблюдений спектрографа SOPHIE, установленного на 193-сантиметровом телескопе Обсерватории Верхнего Прованса, за период с 2016 по 2021 год в рамках обзора BEBOP (Binaries Escorted By Orbiting Planets) позволил обнаружить планету Kepler-16 b при помощи метода доплеровской спектроскопии, а также уточнить её массу — 0,313±0,039 массы Юпитера.
Температура поверхности планеты низкая, меняется от −70 °C до −100 °C. Год на планете (оборот вокруг обоих светил) длится 229 дней.
В прессе планета сравнивалась с планетой Татуин из «Звёздных войн», которая также обращалась вокруг двух звёзд.